# Masbate (wyspa)
Masbate – filipińska wyspa położona między morzami: Sibuyan na północy i zachodzie, Samar na wschodzie i Visayan na południu. Leży na południe od wyspy Luzon. Stanowi główną część prowincji Masbate.
Od południowego zachodu i południa poprzez morze Visayan graniczy z wyspami: Panay, Negros i Cebu.
Ludność wyspy zajmuje się rybołówstwem, hodowlą bydła oraz uprawą kukurydzy, tytoniu, ryżu i palmy kokosowej. Część wyspy zajmują wilgotne lasy tropikalne. Wyspa jest otoczona rafami koralowymi.